# Nothomyrmecia macrops
Nothomyrmecia macrops – gatunek mrówek z podrodziny Myrmeciinae, jedyny przedstawiciel rodzaju Nothomyrmecia, uważany za najprymitywniejszą współcześnie żyjącą mrówkę.
Zasięg występowania tego gatunku ograniczony jest do chłodniejszych formacji malee Australii Południowej i Australii Zachodniej. Pierwsze okazy znaleziono w 1931 nieopodal osady Balladonia w Australii Zachodniej. Gatunek został opisany przez Johna S. Clarka trzy lata później. Entomolodzy-amatorzy, którzy dokonali odkrycia, nie oznaczyli dokładnie lokalizacji i przez wiele lat dalsze poszukiwania nie dawały rezultatów. W 1977 roku pojedynczą robotnicę znaleziono nieopodal miejscowości Poochera, około 1300 km od miejsca znalezienia holotypowego okazu. Kolejną kolonię znaleziono w Penong, 180 km na zachód od Poochery.
Nothomyrmecia macrops jest gatunkiem monoginicznym, jednak różni się od innych monoginicznych mrówek – królową matkę zastępuje jedna z jej córek, co skutkuje „seryjną poliginią” i zapewnia koloniom potencjalnie nieskończony okres istnienia, podczas gdy w przypadku typowej monoginii kolonia przeważnie żyje tak długo, jak jej królowa. Typ dziedziczenia kolonii występujący u Nothomyrmecia macrops jest prawdopodobnie cechą zaawansowaną tego gatunku.